# Janis Joplin
Janis Lyn Joplin (Port Arthur, 19 gennaio 1943 – Los Angeles, 4 ottobre 1970) è stata una cantautrice statunitense.
Divenne nota verso la fine degli anni sessanta come cantante del gruppo Big Brother and the Holding Company, e successivamente per i suoi lavori da solista. La sua carriera continuò fino alla morte per overdose all'età di 27 anni. La rivista statunitense Rolling Stone la pone al 46º posto della lista dei 100 artisti più importanti della storia e al 28º della classifica del 2008 dei 100 cantanti più importanti di tutti i tempi.
Riconosciuta e ricordata per l'intensità delle sue interpretazioni, nel 1995 è stata inserita nella Rock and Roll Hall of Fame e nel 2005 è stata insignita del Grammy Award alla carriera postumo.

## Biografia
(Big Mama Thornton)

### Infanzia e studi

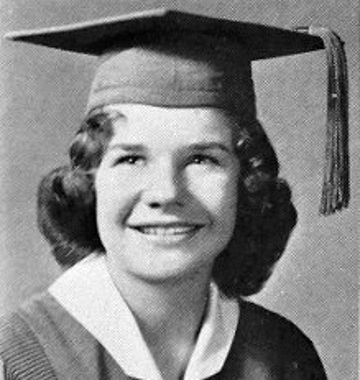
Janis Joplin nel 1960

Janis Joplin nacque a Port Arthur in Texas il 19 gennaio 1943 da Dorothy Bonita East (1913-1998), impiegata in un college, e Seth Ward Joplin (1910-1987), un ingegnere meccanico della Texaco. Janis era la figlia maggiore e aveva due fratelli, Michael (1951) e Laura (1949).
Adolescente inquieta, ancora molto giovane si avvicinò al blues. Iniziò a cantare nel coro cittadino e ad ascoltare artisti come Leadbelly, Bessie Smith, Odetta e Big Mama Thornton. Durante la frequentazione della Thomas Jefferson High School il suo interesse primario era il disegno e, solo successivamente, iniziò a cantare blues e folk insieme ad alcuni amici, accompagnandosi con l'autoharp nei club di Austin, Beaumont e dintorni.
Si diplomò nel 1960 e passò al baccellierato in arti liberali presso il Lamar State College of Technology, oggi Lamar University, di Beaumont. Rimase iscritta fino al 1966, ma frequentò solo 50 ore, anche se nel 1965 sostenne con un profitto quasi massimo (99/100) una prova di esame in problemi sociali. Fu ammessa anche alla Università del Texas ad Austin, senza mai completare gli studi. In quel periodo visse in un edificio comunemente chiamato "The Ghetto" che si trovava al 2812 1/2 di Nueces Street. L'affitto era di 40 dollari al mese.

### La carriera
(Disc Magazine)

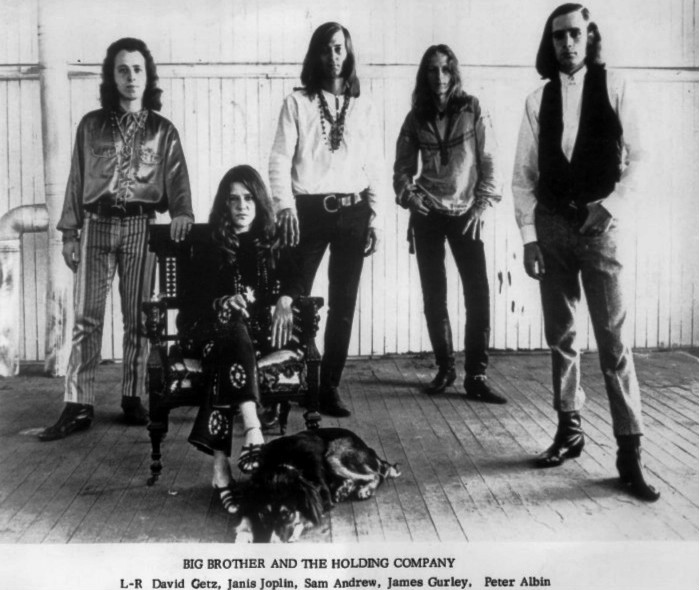
Janis Joplin con i Big Brother

Il 25 giugno 1964, Joplin e il futuro chitarrista dei Jefferson Airplane Jorma Kaukonen registrarono a North Beach alcuni standard blues, dove in sottofondo si può sentire una macchina da scrivere (la moglie di Kaukonen stava scrivendo, da qui il titolo del bootleg: The Typewriter Tape). Queste session vennero incise con un registratore a bobine mono, e includevano sette brani: Typewriter Talk, Trouble in Mind, Kansas City Blues, Hesitation Blues, Nobody Knows You When You're Down and Out, Daddy, Daddy, Daddy e Long Black Train Blues. Altre registrazioni di quei primi anni si possono trovare nella raccolta Janis, The Early Performances del 1974 e Janis del 1993, incluse le tracce What Good Can Drinkin' Do, Mary Jane e No Reason for Livin'.
Dopo quell'esperienza, Joplin ritornò a Houston per riprendere gli studi. Si aggregò ad un gruppo country & western, ma venne presto contattata da un impresario musicale texano trapiantato a San Francisco, Chet Helms: la formazione californiana dei Big Brother and the Holding Company era alla ricerca di una vocalist, e Helms la incoraggiò a farsi avanti. Joplin ripartì per la California, prese contatto coi Big Brother e si unì al gruppo di San Francisco.

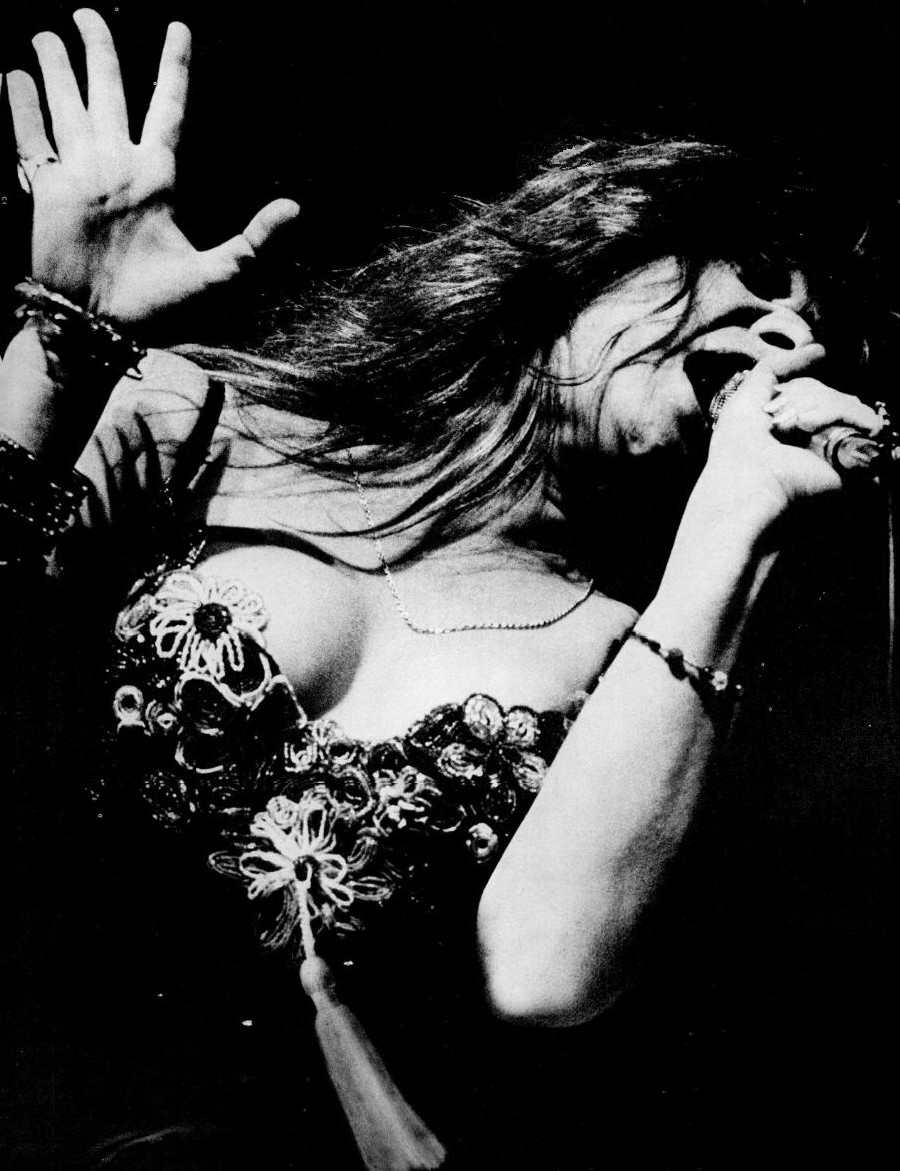
Janis Joplin in concerto

Stabilitasi a San Francisco, visse prima a North Beach e successivamente a Haight-Ashbury, e stabilì poi la propria residenza definitiva a Larkspur nella Contea di Marin, in una casa che integrava l'architettura naturale (gli alberi) all'architettura abitativa (più precisamente in 380 W Baltimore Ave Larkspur, CA 94939). Con i Big Brother and the Holding Company si esibì in diversi concerti effettuati in vari locali della California, e il 17 giugno 1967 vide la sua partecipazione al Festival Pop di Monterey, dove si registrò il trionfo dell'artista che eseguì con personalità un'indimenticabile versione del brano Ball and Chain (Big Mama Thornton).
Nel 1968 incise Cheap Thrills, secondo album del gruppo (tra i brani una cover di Summertime di Gershwin e la celebre Piece of My Heart), lavoro che Rolling Stone colloca al posto 338 nella lista dei 500 album più grandi di sempre e che entrò velocemente nella classifica Billboard raggiungendo il n. 1 e mantenendo tale posizione per otto settimane. Nel 1969 iniziò la carriera solista e scelse come gruppo d'accompagnamento la Kozmic Blues Band, con il quale pubblicò l'album I Got Dem Ol' Kozmic Blues Again Mama! in cui fa mostra delle proprie qualità di performer (Kozmic Blues, Little Girl Blue, Maybe, Work Me, Lord).

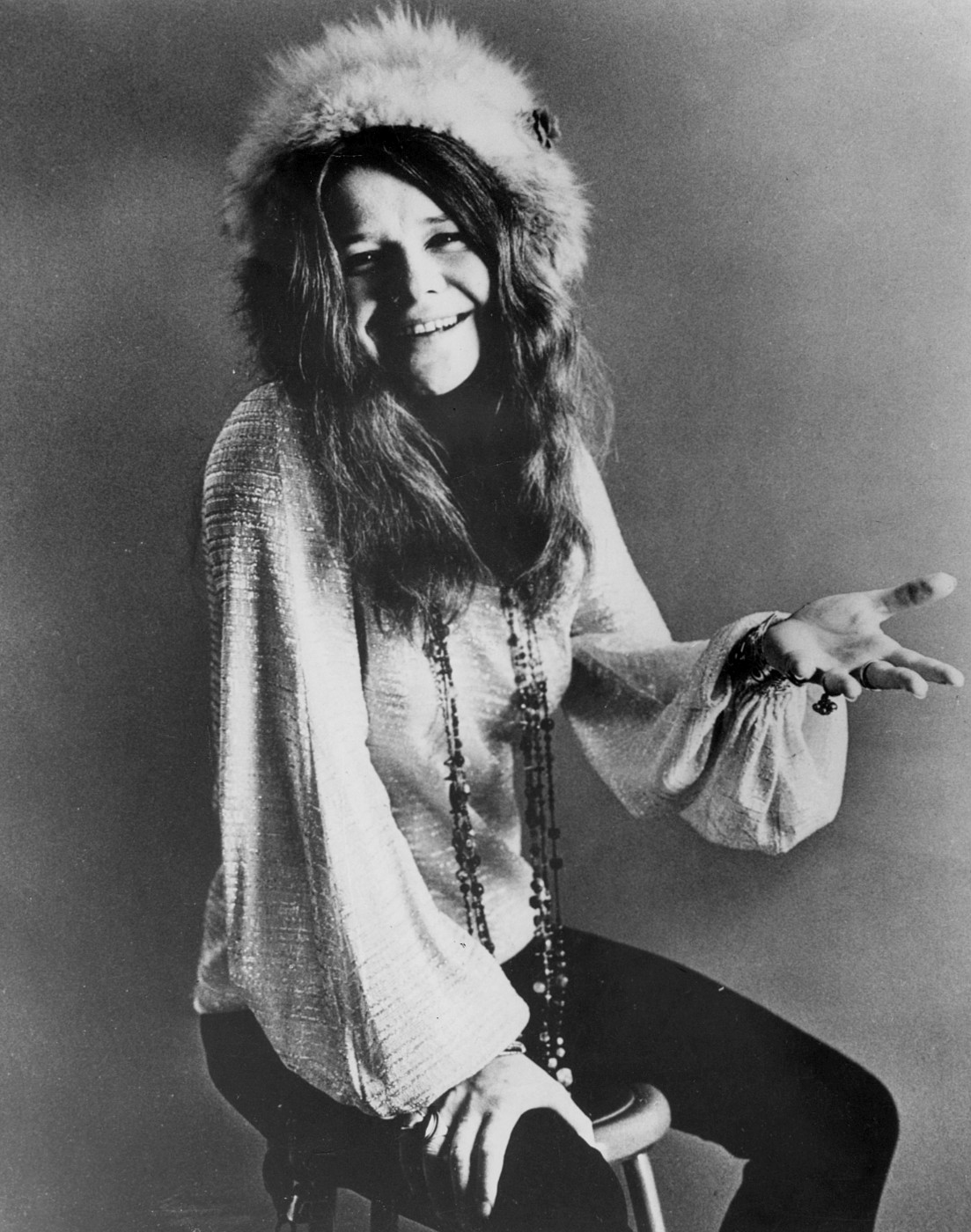
Janis Joplin, 1969

La sua ricerca e il suo perfezionismo musicale (nella dinamica dell'improvvisazione) la misero in conflitto con i gruppi musicali con cui si esibiva. Cambiò ancora gruppo scegliendo la Full-Tilt Boogie Band; l'album Pearl fu pubblicato postumo nel gennaio 1971 ed entrò subito in classifica al n. 1 mantenendo tale posizione per nove settimane. Il primo singolo tratto dall'album fu Me and Bobby McGee, seguito da altri brani come Cry Baby, Get It While You Can, Mercedes Benz, Trust Me e My Baby.
Condivise apertamente l'ideale Peace & Love che caratterizzò il movimento hippy; partecipò con altri cantanti e gruppi musicali al Festival di Woodstock e al concerto in memoria di Martin Luther King. Lo stile emancipato di Joplin fu votato alla difesa dell'uguaglianza fra bianchi e neri e sostenuto da una particolare ammirazione per la musica delle sue cantanti blues preferite. Anche per questo, prima della propria morte acquistò una lapide più dignitosa per Bessie Smith, deceduta a seguito di un incidente stradale e non soccorsa subito per via del colore della sua pelle (una versione dei fatti successivamente smentita).
Sempre nel 1969 fu fermata dopo il concerto tenutosi il 17 novembre a Tampa, stato della Florida, schedata e denunciata dalle forze di polizia con le accuse di disturbo dell'ordine pubblico e linguaggio volgare e osceno tenuto sul palco; la corte decretò poi in suo favore, in quanto esercitava la libertà di espressione. Durante un concerto a Francoforte, dopo essere stata "assalita" da una sua fan al suo arrivo nella città, la invitò a salire sul palco, poi insistette affinché salissero sul palco anche altri spettatori per ballare e cantare assieme a lei. È lei la protagonista della canzone di Leonard Cohen Chelsea Hotel #2, nella quale il cantautore canadese rievoca una loro fugace storia avvenuta tra le lenzuola del mitico hotel.

### La morte

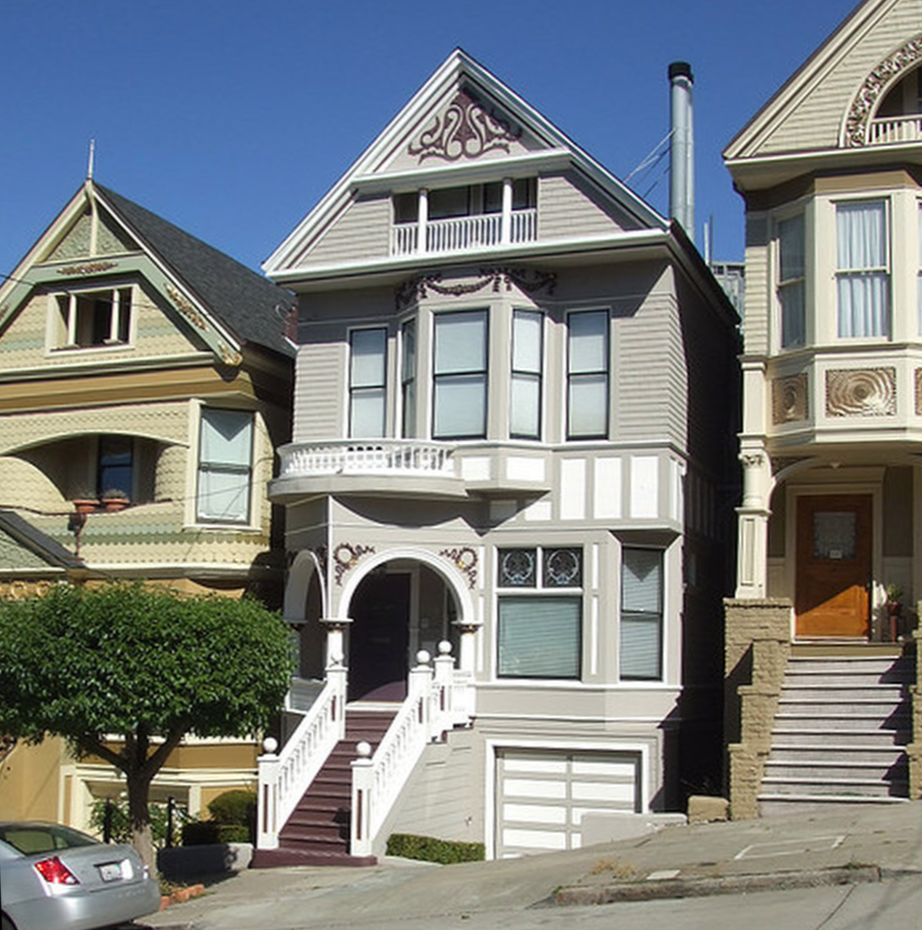
La casa di Haight-Ashbury, San Francisco, California in cui visse Joplin.

Il 4 ottobre 1970 Janis Joplin fu trovata morta nella stanza di un hotel di Los Angeles. L'esame autoptico stabilì una morte accidentale causata da overdose di eroina. Fu trovata 18 ore dopo il decesso con il viso riverso sul pavimento, con fuoriuscite di sangue, ormai coagulato, dal naso e dalla bocca; il corpo era incuneato fra il comodino e il letto e da ciò si dedusse la mancanza di qualsiasi riflesso teso a evitare l'ostacolo.
La ricostruzione della dinamica del decesso permise al suo impresario, Albert Grossman, di riscuotere centomila dollari derivanti da un'assicurazione sulla vita, e negli anni successivi il manager si impegnò a lungo riguardo all'eredità a favore della famiglia Joplin. Il corpo dell'artista fu cremato al Westwood Village Memorial Park Cemetery e le sue ceneri furono sparse nell'oceano Pacifico.
Rientra negli artisti morti a 27 anni denominato club 27 o la maledizione dei 27

### Vita privata
Durante l'adolescenza, Joplin fu pesantemente maltrattata dai compagni del liceo a causa della sua scarsa avvenenza e dei suoi ideali di uguaglianza fra bianchi e neri (nella cittadina texana dove viveva, la presenza del Ku Klux Klan e del razzismo era molto forte). All'università fu addirittura votata come "uomo più brutto del campus". Le continue vessazioni subite e lo scarso sostegno dei genitori le provocarono ferite che si portò dietro tutta la vita e furono tra le cause principali sia del suo spasmodico bisogno di accettazione e riscatto che dell'abuso di alcool e droga.
Apertamente bisessuale, durante la sua breve vita ebbe numerosi amanti più o meno famosi di entrambi i sessi. Tra di essi vi furono Leonard Cohen, Kris Kristofferson, Country Joe McDonald, Jimi Hendrix. Apparentemente non ebbe relazioni con donne famose; quella più lunga e importante fu con l'amante Peggy Caserta, groupie e spacciatrice di lusso. Janis si fidanzò brevemente nel 1965 con Peter De Blanc e nel 1970 con lo scrittore Seth Morgan. Nei primi mesi del 1970 ebbe una relazione con David Niehaus, un giovane insegnante incontrato a Rio de Janeiro. La relazione non durò a lungo per l'impossibilità di Niehaus di tollerare il consumo di eroina di Joplin e il suo rapporto con Peggy Caserta. Durante il periodo in cui Janis cercò di ripulirsi dall'eroina, gli scrisse una lettera per tentare un riavvicinamento, presumibilmente prima del fidanzamento con Morgan. La risposta di Niehaus, in cui accettava di riprendere il rapporto, arrivò troppo tardi: il telegramma non letto fu ritrovato alla reception la mattina seguente la morte di Joplin.

## Discografia

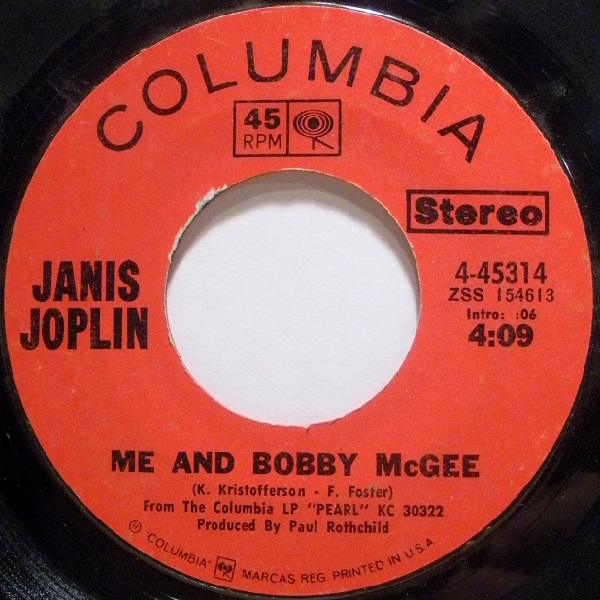
Janis Joplin: Me And Bobby McGee

### Con i Big Brother and the Holding Company

#### Album in studio
- 1967 - Big Brother and the Holding Company
- 1968 - Cheap Thrills

### Solista
- 1969 - I Got Dem Ol' Kozmic Blues Again Mama!
- 1971 - Pearl

#### Album live
- 1983 - Cheaper Thrills

### Singoli
- 1968 - Piece of My Heart/Summertime
- 1969 - Maybe/Work Me, Lord
- 1969 - Try (Just a Little Bit Harder)/One Good Man
- 1969 - Try (Just a Little Bit Harder)/Little Girl Blue
- 1969 - Kozmic Blues/Little Girl Blues
- 1970 - Get It While You Can/Move Over
- 1970 - Cry Baby/Mercedes Benz
- 1970 - Me and Bobby McGee/Half Moon
- 1971 - Me and Bobby McGee/Get It While You Can
- 1972 - Down on Me/Bye, Bye Baby

### Album dal vivo
- 1972 - Joplin in Concert
- 1975 - Live in Honolulu
- 1976 - Wicked Woman
- 1982 - Farewell Song
- 1996 - Summertime: Live in Amsterdam
- 1998 - Live at Winterland '68
- 2009 - The Woodstock Experience
- 2012 - Live at Carousel Ballroom 1968
- 2017 - Early California Sessions Copacetic Records

### Raccolte
- 1971 - The Great Janis
- 1973 - Janis Joplin's Greatest Hits
- 1975 - Janis
- 1977 - The Greatest Hits Of
- 1980 - Anthology
- 1993 - Janis
- 1995 - 18 Essential Songs
- 1997 - Absolute Janis
- 1998 - The Ultimate Collection
- 1999 - Box of Pearls
- 1999 - Janis Joplin's Greatest Hits (Bonus Tracks)
- 2000 - Super Hits
- 2001 - Love, Janis
- 2003 - Very Best of Janis Joplin
- 2003 - The Essential Janis Joplin
- 2004 - Janis Soundtrack
- 2004 - The Collection
- 2005 - Collections
- 2007 - Very Best of Janis Joplin
- 2010 - Playlist: The Very Best of Janis Joplin
- 2012 - The Pearl Sessions
- 2012 - Move Over 7"
- 2012 - One Night with Janis Joplin
- 2016 - Janis: Little Girl Blue

### Box set
- 1999 - Box of Pearls (The Janis Joplin Collection)
- 2012 - Janis - The Classic LP Collection

## Filmografia
- Janis, film del 1974 diretto da Howard Alk[27]
- Janis, film del 2015 diretto da Amy J. Berg